# Jürgen Worlitz
Jürgen Worlitz (* 10. April 1949 in Kiel) ist ein deutscher Autor und freiberuflicher Journalist aus Eckernförde.
Seine Veröffentlichungen und Beiträge beschäftigen sich hauptsächlich mit den europäischen Adelshäusern. Im Hörfunk und Fernsehen ist er Gesprächspartner zum Thema Adel; seine Einschätzungen werden auch in Zeitungen und Zeitschriften zitiert. Unter dem Titel Der Blau-Blut-Sauger wurde 1998 eine 30-minütige Reportage für den Norddeutschen Rundfunk (NDR) erstellt und in der Reihe ARD-exclusiv ausgestrahlt. Seit 2011 ist Worlitz Geschäftsführer der Neuseeland Educational Experience GmbH (NZEE), die Highschool-Aufenthalte in Neuseeland ermöglicht.
Worlitz und der Schauspieler und Sänger Olli Maier haben 1993 ein Buch über Maier veröffentlicht („Ich, Buhmann der Nation“). Worlitz hat von ihm einen Großteil des Nachlasses der Schauspielerin Helga Feddersen geerbt.

## Leben
Jürgen Worlitz absolvierte von 1967 bis 1970 eine Fotografenlehre als Theaterfotograf in Kiel. Von 1970 bis 1972 leistete er seinen Wehrdienst in der Luftbildstelle der Bundeswehr in Leck. 1972 begann er ein Volontariat beim Flensburger Tageblatt und wurde dort anschließend Redakteur. 1975 übernahm Worlitz die Leitung des Stadtressorts der Segeberger Zeitung. Von 1977 bis 1978 war er Leiter des Stadtressorts bei der Eckernförder Zeitung. Als Chef vom Dienst kehrte er dann bis 1983 zur Segeberger Zeitung zurück. Nachdem er von 1984 an „Ressortleiter Adel“ bei Frau im Spiegel war, ist Jürgen Worlitz seit Juli 1986 als freiberuflicher Journalist tätig, zum Beispiel für Radio Schleswig-Holstein (1986–1994), für Radio NRW (1993–2004) sowie für den Hörfunk (2005–2007) und das Fernsehen (2007) des NDR.
Jürgen Worlitz ist verwitwet und hat drei Kinder.

## Werke (Auswahl)
- Windjammer – gestern und heute. Mielck, Kiel 1980, ISBN 3-922536-01-8.
- Die Presse in alten Ansichten. Europäische Bibliothek, Zaltbommel (Niederlande) 1981, ISBN 90-288-1600-3.
- Monaco. Tragik und Glanz der Fürstenfamilie. Moewig, Rastatt 1993, ISBN 3-8118-3925-X.
- Diana: Ihr Leben. Moewig, Rastatt 1997, ISBN 3-8118-1399-4.
- Die europäischen Königs- und Fürstenhäuser. Gondrom, Bindlach 2002, ISBN 3-8112-2121-3.